# Hatton (Dakota du Nord)
Pour les articles homonymes, voir Hatton.
La ville de Hatton est située dans le comté de Traill, dans l’État du Dakota du Nord, aux États-Unis. Sa population s’élevait à 777 habitants lors du recensement de 2010.

## Histoire
Hatton a été fondée en 1884. 

## Personnalité liée à la ville
Hatton est le lieu de naissance de l’aviateur et explorateur de l’Antarctique Carl Ben Eielson (1897-1929), qui y est également enterré.

## Démographie
| 1900 | 1910 | 1920 | 1930 | 1940 | 1950 |
| ---- | ---- | ---- | ---- | ---- | ---- |
| 430  | 666  | 828  | 804  | 933  | 991  |

| 1960 | 1970 | 1980 | 1990 | 2000 | 2010 |
| ---- | ---- | ---- | ---- | ---- | ---- |
| 856  | 808  | 787  | 800  | 707  | 777  |

## Source
- (en) Cet article est partiellement ou en totalité issu de l’article de Wikipédia en anglais intitulé « Hatton, North Dakota » (voir la liste des auteurs).